# بهيج (اسم)
بهيج هو اسم علم مذكر من أصل عربي، ومعناه هو من البهجة وهي الفرحة السرورو بهيج صيغة مبالغة بمعنى الذي يدخل كثيرًا من الأفراح والسرور على الناس.

## شخصيات تحمل الاسم
- بهيج بن ذبيان الزبيدي الطائي كان حاكم جبل طيء قبل أن تخرجه قبيلة شمر منه.
- بهيج الخطيب (سياسي سوري، 1895 – 1981)
- بهيج إسماعيل
- بهيج تقي الدين (سياسي لبناني، 1909 – 9 فبراير 1980)
- بهيج طبارة (سياسي لبناني، 1929 – )
- بهيج عثمان (1921 – 15 أغسطس 1985)
- بهيج فضل الفضل (عضو مجلس النواب اللبناني، 1897 – 1966)

## وصلات خارجية
- موسوعة السلطان قابوس لأسماء العرب